# Manoel Philomeno de Miranda
Manoel Philomeno Baptista de Miranda, segundo a ortografia vigente Manuel Filomeno Batista de Miranda, (Conde- BA, 14 de novembro de 1876 — Salvador-BA, 14 de julho de 1942) foi um destacado colaborador espírita baiano, chegando presidir a União Espírita Bahiana, atual Federação Espíria do Estado da Bahia. A partir da década de 1970, o seu nome foi adotado em psicografias, através da mediunidade de Divaldo Franco.

## Biografia
Miranda, como era conhecido, nasceu na localidade chamada Jangada, antiga fazenda do Município do Conde, litoral norte da Bahia, hoje aprazível reduto turístico cohecido como Barra da Siribinha, local do encontro no Rio Itapicuru com o mar. Era filho de Manoel Baptista de Miranda e Umbelina Maria da Conceição.  
Diplomou-se pela Escola Comercial da Bahia, hoje Faculdade de Ciências Econômicas da Universidade Federal da Bahia, colando grau na turma de 1910, como Bacharel em Comércio e Fazenda formação que contemplava as áreas de Administração e Contabilidade. Exerceu sua profissão com muita probidade, sendo um exemplo de operosidade no campo profissional. Ajudava sempre aqueles que o procuravam, pudessem ou não retribuir os seus serviços. 
Tomou conhecimento da Doutrina Espírita em 1914, quando, debilitado por uma enfermidade pertinaz de origem obsessiva e tendo recorrido a diversos médicos sem qualquer resultado positivo, foi curado pelo médium Saturnino Favila, na cidade de Alagoinhas, com passes e água fluidificada, complementando a cura com alguns remédios da flora medicinal. Por essa época, conheceu José Petitinga, que o levou a frequentar as sessões da então União Espírita Baiana, recentemente fundada em 1915, atual Federação Espírita do Estado da Bahia (FEEB), iniciando uma grande amizade.
Posteriormente, Miranda fundou, no térreo de sua residência em Salvador, o Grupo Fraternidade, localizado na Direta de Santo Antonio,170 (antigo 45). Nesse espaço, ele atendia aos desvalidos, distribuindo gêneros alimentícios e palavras de consolo, além de presidir reuniões mediúnicas, sempre empenhado no tratamento das obsessões. 
A partir de 1921, passou a integrar a Diretoria da União Espírita Baiana, sucedendo José Petitinga na presidência em 1939, função que exerceu até seu desencarne em 1942. Miranda foi um baluarte do Espiritismo; onde quer que estivesse, a doutrina e sua divulgação eram conduzidas com a dedicação de um verdadeiro abnegado. Gentil no trato, mas heroico na luta, dedicou-se com afinco às reuniões mediúnicas, especialmente às de desobsessão. Considerava imprescindível que as instituições espíritas estivessem devidamente preparadas para o intercâmbio espiritual.

### Livros de sua autoria
Em defesa da doutrina, publicou diversas obras sob pseudônimo, entre as quais:
- Resenha do Espiritismo na Bahia;
- Excertos que justificam o Espiritismo; e
- Porque sou Espírita (opúsculo em resposta ao então Padre Huberto Rohden);

## O espírito Manoel Philomeno
Em 1950 o médium Francisco Cândido Xavier psicografou para Divaldo Pereira Franco uma mensagem assinada pelo espírito de Manoel Philomeno, mas somente em 1970 é que esta entidade se apresentou a Divaldo como um trabalhador atuante na área da desobsessão quando em vida, e que teria prosseguido nesses estudos, após a morte física.
Teve início, desse modo, uma parceria mediúnica que trouxe a público diversas obras enfocando o tema "obsessão", visando auxiliar o seu entendimento e oferecer suporte aos trabalhos mediúnicos nessa área desenvolvidos pelos Centros Espíritas no Brasil. 
O Projeto Manoel Philomeno de Miranda
Em 1990, sob orientação de Divaldo Franco, foi criado o Projeto Manoel Philomeno de Miranda com o objetivo de dar apoio e treinamento aos integrantes da área mediúnica dos Centros Espíritas através de seminários, cursos e palestras, prosseguindo em atividade até hoje.

### Livros psicografados
As obras de Manoel Philomeno, psicografados pela mediunidade de Divaldo Franco, têm sido publicados pela Federação Espírita Brasileira e pela Livraria Leal Editora, de Salvador. Entre os principais títulos, destacam-se:
- Nos Bastidores da Obsessão	1970	FEB
- Grilhões Partidos	1974	LEAL
- Tramas do Destino	1976	FEB
- Nas Fronteiras da Loucura	1982	LEAL
- Painéis da Obsessão	 1984	LEAL
- Loucura e Obsessão	1988	FEB
- Temas da Vida e da Morte	1996	FEB
- Trilhas da Libertação	1996	FEB
- Tormentos da Obsessão	2001	LEAL
- Sexo e Obsessão	2003	LEAL
- Entre os Dois Mundos	2006	LEAL
- Reencontro com a Vida	2006	LEAL
- Transtornos Psiquiátricos e Obsessivos	2009	LEAL
- Transição Planetária	2010	LEAL
- Mediunidade: Desafios e Bênçãos	2012	LEAL
- Amanhecer de Uma Nova Era	2012	LEAL
- Perturbações Espirituais	2015	LEAL
- No Rumo do Mundo de Regeneração	2020	LEAL

No útimo livro - No Rumo do Mundo de Regeneração - nos é relatado que "Estamos no início das grandes transformações, e fenômenos próprios demonstram chegados os tempos anunciados pelas Escrituras e confirmados pelos imortais. Tragédias de todo tipo sacodem o mundo físico, agora atormentado pela pandemia da Covid-19, demonstrando a fragilidade do ser humano no pedestal das suas ilusões ante o vírus devastador e fatal, ao mesmo tempo facultando a necessidade do amor e da solidariedade entre as criaturas para a sobrevivência ao caos. Mais cruel do que uma guerra, a pandemia em tela ceifará centenas de milhares de vidas, umas em razão do natural processo de mudança moral do planeta para Mundo de regeneração,  outras que deverão partir para o exílio, após o período de convalescença nas respectivas comunidades às quais se vinculam."
Nesta obra, narrada pelo Espírito Manoel Philomeno de Miranda, o leitor acompanhará a jornada empreendida por dezenas de grupos de benfeitores espirituais encarregados, sob o comando de Ismael, de preparar a Era Nova na Terra, a fim de contribuir para a sua transição de Mundo de provas e expiações para Mundo de regeneração.